# 呉服町 (池田市)
呉服町（くれはちょう）は、大阪府池田市にある地名である。丁番をもたない単独町名である。郵便番号は 563-0048 である。当地域の人口は、2017年12月末時点で 1,646 人である（池田市市民生活部総合窓口課の資料による）。面積は、2018年3月末時点で 0.081 平方キロメートルである（池田市市長公室広聴文書課の資料による）。

## 地理
池田市の中部に位置する。北は、栄町と接しており、東は、満寿美町と接している。南は、神田一丁目と接しており、西は、室町および姫室町と接している。当地域は、池田市立呉服小学校および池田市立池田中学校の校区に含まれる。
当地域は、南北に細長い形状をしており、中央付近を市道猪名川満寿美線が東西に貫いている。当地域の北端を市道阪急南線が通っており、このすぐ北側には、阪急電鉄宝塚本線の池田駅がある。猪名川満寿美線より北側には商業地域が広がっており、南側には住宅地域が広がっている。当地域の西端を府道伊丹池田線が通っている。

## 歴史
現在の神田から宇保町にかけての一帯には、平安時代の末期から室町時代にかけて、呉庭荘（くれはのしょう）という荘園が存在した。1921年（大正10年）、呉服町の地名が生まれる。1944年（昭和19年）4月、町名変更が行われ、呉服北および呉服南が呉服町一丁目から三丁目に変更される。1966年（昭和41年）12月1日、呉服一丁目から三丁目および姫室一丁目が、呉服町に変更される。
1973年（昭和48年）4月、呉服会館が開館される。1985年（昭和60年）、日本キリスト教会池田教会が現在の場所に移される。1987年（昭和62年）、せせらぎモールが完成される。同年4月15日、サンシティ池田が開設される。2012年（平成24年）4月、京都銀行池田支店がクレアシティ池田呉服町に開設される。2019年（令和元年）5月、池田市立図書館の本館がサンシティ池田内に移転開館される。同年、池田泉州銀行清華寮が解体される。2020年（令和2年）4月、グループホーム「クレハピア」が開設される。

## 施設
- サンシティ池田[23]
  - 池田市立図書館[26]
  - 池田駅前南会館[18]
- かき峰[30]
- キグナス石油販売 セルフ池田[31]
- 西冨花園[32]
- 呉服会館[18]